# Мирний (Локтівський район)
Ми́рний (рос. Мирный) — селище у складі Локтівського району Алтайського краю, Росія. Входить до складу Кіровської сільської ради.

## Населення
Населення — 8 осіб (2010; 59 у 2002).
Національний склад (станом на 2002 рік):
- росіяни — 88 %